# Arthur Borren
Arthur Thurman Borren (* 5. Juni 1949 in Eindhoven, Niederlande) ist ein ehemaliger neuseeländischer Hockeyspieler.
Arthur Borren nahm mit der Neuseeländischen Nationalmannschaft an den Olympischen Sommerspielen 1972 und 1976 teil. In München 1972 wurde das Team Neunter. Vier Jahre später in Montreal wurde er Olympiasieger und erzielte im gesamten Turnier ein Tor.
1990 wurde er in die New Zealand Sports Hall of Fame aufgenommen.
Sein Bruder Jan war ebenfalls Hockeyspieler und nahm an den Olympischen Spielen 1972 sowie 1968 teil.